# Anisolo
L'anisolo o metossibenzene è un composto organico che è il più semplice etere aril-alchilico, nel quale un ponte ossigeno (−O−) lega un fenile e un metile, la cui formula molecolare è quindi C6H5−O−CH3, o anche Ph−O−Me. Per la presenza dell'anello benzenico viene considerato etere aromatico. Altri nomi che si trovano per questo composto è metil fenil etere o etere fenilmetilico.
In condizioni ambiente è un liquido incolore se puro, a volte giallino in campioni commerciali, dall'odore gradevole di anice e sapore dolce, dal quale proviene il nome anisolo, dal latino anisum (anice).
È usato come solvente, in particolare per ricristallizzazioni, dato che la sua molecola è piuttosto polare (μ = 1,36 D, 1,30 D per l'etere etilico) e che il liquido ha una costante dielettrica bassa, pari a 4,3 (20 °C), ma in linea con gli altri  eteri, e adatta perciò a sostanze organiche. In acqua è pochissimo solubile, 0,14 g/L a 20 °C, ma è molto solubile alcool, etere, benzene e altri solventi organici in genere.
L'anisolo, essendo un metabolita di organismi vegetali eucarioti, è diffuso in piante da fiore, conifere e altre gimnosperme. La molecola è importante come come precursore per la sintesi di molecole di uso farmaceutico, cosmetico, profumiero, oltre che per l'industria chimica.

## Reattività
L'anisolo può subire sostituzioni elettrofile aromatiche più velocemente di quanto lo faccia il benzene, che a sua volta reagisce più velocemente del nitrobenzene. Il gruppo metossile è un gruppo orto/para orientante, ciò significa che la sostituzione avverrà preferenzialmente in una di queste tre posizioni. Il comportamento maggiormente nucleofilo dell'anisolo rispetto al benzene mostra l'influenza del gruppo metossile, che rende l'anello più ricco di densità elettronica.
Come esempio del suo comportamento nucleofilo, l'anisolo reagisce con l'anidride acetica producendo 4-metossiacetofenone secondo la reazione:
CH3OC6H5 + (CH3CO)2O → CH3OC6H4C(O)CH3 + CH3CO2H
Diversamente da molti acetofenoni, riflettendo comunque l'influenza del gruppo metossile, il metossiacetofenone può subire una seconda acetilazione. Per esempio, il pentasolfuro di fosforo converte l'anisolo nel reagente di Lawesson.
Il legame etereo è molto stabile, ma il gruppo metile può essere rimosso con acido iodidrico:
CH3OC6H5 + HI → HOC6H5 + CH3I

## Sintesi
L'anisolo è preparato tramite la sintesi di Williamson, facendo reagire fenossido di sodio con metilanti come lo ioduro di metile (o bromuro di metile) o altri reattivi similari:
{\displaystyle {\ce {C6H5O- Na^+ + CH3Br -> CH3OC6H5 + NaBr}}}

## Usi
L'anisolo è un precursore per profumi, ferormoni di insetti e farmaci. Per esempio, l'anetolo sintetico è preparato a partire dall'anisolo.

## Sicurezza
L'anisolo è relativamente non tossico, con un LD50 di 3700 mg/kg nei topi. Il suo principale pericolo è la sua infiammabilità.